# Giovanni Ligasacchi
Giovanni Ligasacchi (Preseglie, 6 giugno 1920 – Brescia, 3 gennaio 2005) è stato un direttore di banda italiano.
È stato un musicista tra i più dinamici e innovativi nel panorama italiano del secondo Novecento.
Direttore della Associazione Filarmonica "Isidoro Capitanio", Banda Cittadina di Brescia dal 1960 al 1987, ha operato un autentico rinnovamento di tale organico, favorendo in tal modo una più generale evoluzione della banda all'interno dell'intero mondo musicale italiano.
Una testimonianza di tutto questo è da trovare nell'attenzione mostrata per gli autori contemporanei (da Giancarlo Facchinetti ad Arturo Andreoli, da Claudio Mandonico a Giuliano Mariotti), presentati al pubblico dei concerti e anche eseguiti per registrazioni discografiche.
Come pubblicista, si è dedicato soprattutto alla musica per banda.

## Scritti
- Le bande tra passato e presente, in «Laboratorio Musica», II, n. 14-15, luglio-agosto 1980, pp. 25–28
- Tradizione e storia delle bande musicali bresciane, in «Brescia Musica», da anno I, n. 0 (dicembre 1985) ad anno II, n. 9 (ottobre 1987)
- Amilcare Ponchielli maestro di banda, in «Brescia Musica», I, n. 5, dicembre 1986, pp. 13–22
- Una moderna didattica per le nostre scuole, in «Risveglio Musicale», VI, n. 2, aprile 1987, pp. 4–5
- Beethoven e la "Musica d'uso": Marce e danze per banda, in «Brescia Musica», II, n. 8, giugno 1987, p. 13
- Antefatti e storia della Banda Cittadina [di Brescia]. 190 anni di vita, in «Brescia Musica», III, n. 13, giugno 1988, p. 8
- 1798-1988. La Banda Cittadina [di Brescia] compie 190 anni, a cura di «Brescia Musica», Brescia 1988
- Sette musicisti per il poema 14 luglio di Romain Rolland, in «Brescia Musica», V, n. 21, febbraio 1990, p. 10
- Serge Lancen. Un musicista da scoprire, in «Brescia Musica», V, n. 21, febbraio 1990, p. 17
- La musica negli Stati Uniti. L'apporto degli immigrati, in «Brescia Musica», V, n. 22, giugno 1990, p. 21
- Carlo Bossini musicista bresciano, in «Brescia Musica», V, n. 23, ottobre 1990, p. 20
- Il tamburino meraviglioso. Radici popolari e ricchezza propositiva di Charles Ives, in «Brescia Musica», VI, n. 29, dicembre 1991, p. 11
- Concorso nazionale per bande musicali. Riflessioni a più voci, in «Brescia Musica», VII, n. 30, febbraio 1992, p. 9
- (DE)  Amilcare Ponchielli und die Blasmusik, in Kongressberichte Oberschützen/Burgenland 1988 Toblach/Südtirol 1990, Herausgegeben von Bernhard Habla, «Alta Musica», Band 14, Tutzing, Verlegt bei Hans Schneider, 1992, pp. 209-215
- Tradizioni musicali inglesi, in «Brescia Musica», VIII, n. 35, febbraio 1993, p. 15
- Amilcare Ponchielli e la musica per banda, in Il repertorio sommerso. Musica storica per la banda d'oggi, Atti del convegno svoltosi a Palermo, 13-15 dicembre 1991, a cura di Gaetano Pennino, Palermo, Regione Siciliana - Assessorato ai Beni culturali e ambientali e alla Pubblica istruzione, 2000, pp. 61–67.